# Saint-Sylvestre (Québec)
Saint-Sylvestre è un comune del Canada, situato nella provincia del Québec, nella regione di Chaudière-Appalaches.